# Polizeipuppenbühne

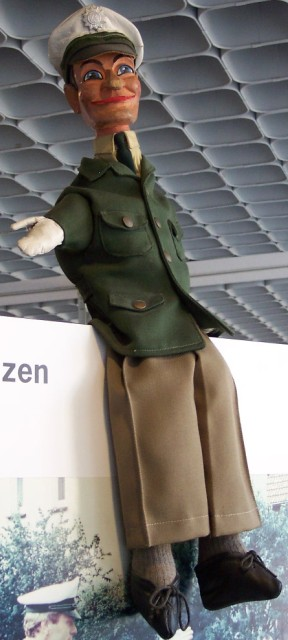
Handpuppe zum Verkehrspuppenspiel von Till de Kock

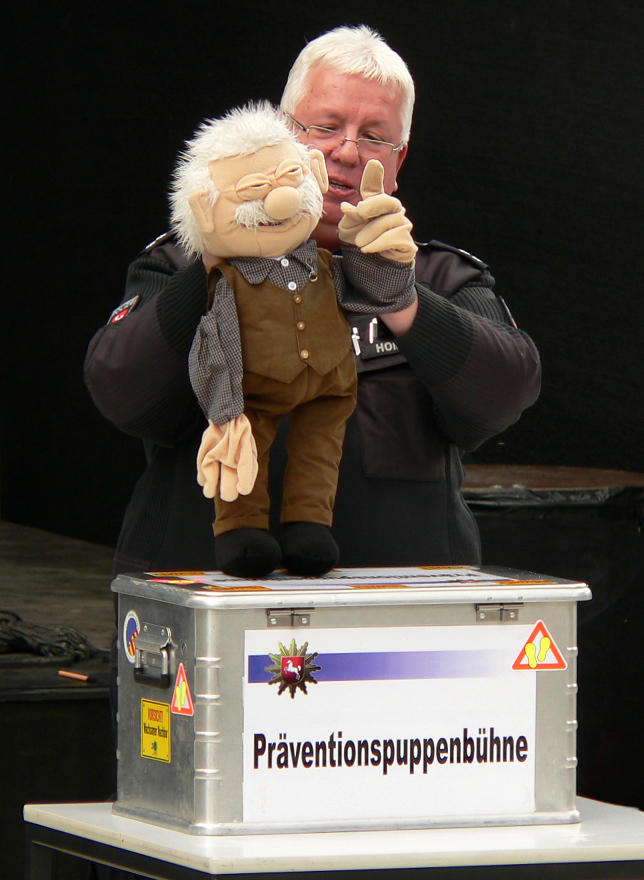
Polizeipuppe Koslowski der Polizeipuppenbühne in Hannover

Polizeipuppenbühnen oder Verkehrspuppenbühnen sind Puppentheater, die in Deutschland seit den 1950er Jahren von Polizeieinrichtungen betrieben werden. Häufig sind sie Dienststellen der polizeilichen Vorbeugung angegliedert.

## Geschichte, Intention und Verbreitung
Die erste bundesdeutsche Polizeipuppenbühne entstand in Hamburg unter Federführung von Heinz Krause. Ein weiterer Pionier dieser Sonderform des Puppentheaters war Theo Flohr, der die Bonner Polizeipuppenbühne gründete und viele Jahre leitete.
Bei den Polizeipuppenbühnen fungieren Polizeibeamte – in aller Regel in Uniform – als Puppenspieler und führen vor Kindern im Kindergarten- und Grundschulalter Stücke zu Themen der Verkehrserziehung und Kriminalprävention auf. Spielerisch versuchen sie, die Kinder auf Gefahren im Straßenverkehr und beim Umgang mit unbekannten Personen aufmerksam zu machen. In der Regel benutzen sie dabei Handpuppen.
In Deutschland gibt es heute ein dichtes Netz von Polizeipuppenbühnen. Sie sind zu finden bei den Polizeien in
- Polizei Baden-Württemberg: Esslingen am Neckar, Heilbronn, Reutlingen, Waldshut-Tiengen und Tuttlingen.[1]
- Polizei Brandenburg: Eberswalde und Neuruppin
- Polizei Bremen
- Polizei Bayern: München, Nürnberg und Weiden in der Oberpfalz
- Polizei Rheinland-Pfalz: Mainz, Ludwigshafen am Rhein, Kaiserslautern, Koblenz und Trier
- Polizei Sachsen-Anhalt: Halle (Saale)
- Polizei Niedersachsen: Aurich, Hannover und Osnabrück
- Polizei Nordrhein-Westfalen: Bonn, Detmold, Dortmund, Duisburg, Gütersloh, Mönchengladbach, Sankt Augustin, Schwelm und Unna
- Polizei Hessen: Wiesbaden
- Polizei Hamburg: Hamburg

Im Rahmen von Haushaltseinsparungen erwogen einzelne Landesregierungen die Abschaffung ihrer Polizeipuppenbühnen. Bei Pädagogen und in den Reihen des künstlerischen Puppenspiels stießen derartige Pläne auf heftige Kritik. In Schleswig-Holstein sind Privatisierungsabsichten verworfen worden. In Rheinland-Pfalz werden gegen den bundesweiten Trend weiterhin Polizeipuppenbühnen aufgebaut.
In Stuttgart werden Verkehrspuppenspiele nicht von der Polizei, sondern von Mitarbeitern der Verkehrswacht dargeboten. Ebenfalls unabhängig von der Polizei führte Jo Micovich aus Wuppertal verkehrspädagogische Puppenspiele mit ihrer Vagantenbühne auf.
Mit dem Karlsruher Verkehrskasper von Siegbert A. Warwitz vollzog sich in den 1970er Jahren eine didaktische Erneuerung des Lehrtheaters, die das Kind als Akteur in den Mittelpunkt stellte: Die Kinder dürfen ihre eigenen Verkehrserlebnisse, ihre Ängste und Wünsche als Puppenführer auf der Bühne selbst darstellen und mit ihrem Publikum diskutieren. Sie kooperieren dabei mit Jugendlichen, die beratend als Mitspieler tätig werden. So werden auch noch die älteren Jahrgänge bis zum Schulabschluss verkehrserzieherisch erreicht und einbezogen. Die Verkehrsprobleme werden nicht nur rezeptiv, sondern vor allem aktiv verarbeitet.

## Polizeipuppenspiele als Hörspiele

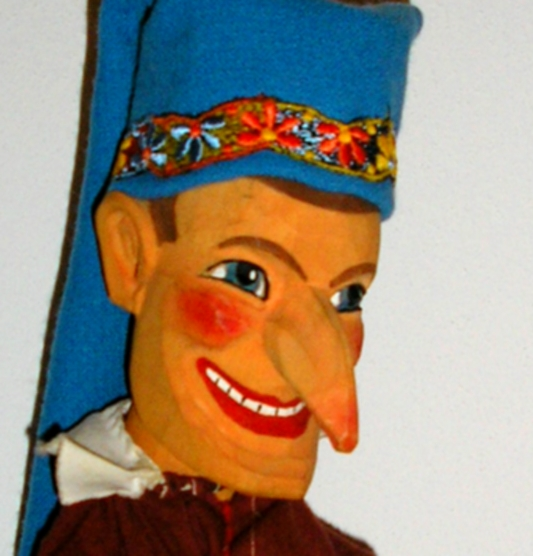
Diesem Hohnsteiner Kasper ähneln viele der heutigen Verkehrskasper; aber auch neuere Darstellungsformen kommen auf den Polizeipuppenbühnen zum Einsatz

Der wachsende Erfolg der ersten Polizeipuppenbühnen in den 1960er und 1970er Jahren machte es möglich, einzelne Stücke auch als Hörspiele herauszubringen. Die wichtigsten dieser Langspielplatten
wurden unter Mitwirkung der Spielgruppen der Hamburger Polizei hergestellt:
- Der Polizeikasper und seine Freunde stellen dem Verkehrsteufel ein Bein (E287)
- Der Polizeikasper jagt einen gefährlichen Mann (E2011)

Beide Hörspiele werden gespielt und gesprochen durch die Aufführenden Helmuth Arndt, Wolfgang Preuss und Horst Persch. Sie sind vom Hörspiel-Label EUROPA herausgegeben worden. Des Weiteren gibt es die Hörspiele:
- Kasper stoppt den Fahrbahnschreck
- Kasper jagt die Ampelsünder
- Kasper schützt den Zebrastreifen
- Kasper stoppt die Straßenbälle
- Kasper fängt die Fahrraddiebe

Sie sind alle, außer Fahrbahnschreck und Fahrraddiebe, gespielt und gesprochen durch die Aufführenden Heinz Krause, Herbert Behnke und Hans-Werner Sperling. Produziert wurden sie von Peter Folken und Konrad Halver. Veröffentlicht worden sind sie beim Plattenlabel der BASF. Bei Fahrbahnschreck und Fahrraddiebe spielte das Team um Helmuth Arndt (wie bei den zuvor genannten EUROPA-Hörspielen).
Außerdem gab es eine Vielzahl von verkehrspädagogischen Kasper-Hörspielen, die ohne Mitwirkung der eigentlichen Polizeipuppenbühnen entstanden. Als die künstlerisch und pädagogisch Wertvolleren unter ihnen sind die von Gerd von Haßler zu nennen.

## Nachahmer der Idee: Das sogenannteZweckspiel
Im Laufe der Jahrzehnte haben auch zahlreiche andere Interessen- und Berufsgruppen nach dem Vorbild der Polizeipuppenbühnen das Medium des Puppenspiels genutzt, woraus das puppenspielerische Genre des Zweckspiels erwachsen ist. Derartige mit einem oder mehreren konkreten Lernzielen verbundene Aufführungen finden sich beispielsweise im Arbeitsumfeld der Feuerwehren, der Krankenkassen und Gesundheitsämter mit Themen wie Gesunde Ernährung oder Zahngesundheit oder auch der Umwelt- und Naturschutzorganisationen mit Themen wie Abfallentsorgung und Verhalten im Wald.

## Auszeichnungen
Der Deutsche Kinderschutzbund Landesverband Rheinland-Pfalz e. V. verlieh im Jahr 2014 allen Mitarbeitern der Polizei-Puppenbühnen der Polizeipräsidien Kaiserslautern, Koblenz, Ludwigshafen, Mainz und Trier den Kinderschutzpreis.